# ブラッド・ジョーンズ (サッカー選手)
ブラッドリー・"ブラッド"・ジョーンズ（Bradley "Brad" Jones, 1982年3月19日 - ）は、オーストラリア・アーマーデール出身の元サッカー選手。元オーストラリア代表。現役時代のポジションはゴールキーパー。
ブラッド・ジョーンズと表記されることもある。

## 経歴

### クラブ
2000年からミドルズブラFCに籍を置くが、同チームでは2004年1月3日に行われたFAカップのノッツ・カウンティFC戦（2-0）でデビュー。同シーズンにはプレミアリーグデビューも果たしている（ただし、この1試合のみ）。その後徐々に出場機会を増やしつつあるが、同胞のマーク・シュワルツァーが不動の正GKとして君臨していた。そのため、下部リーグのチームに短期間のレンタル移籍をすることが多かった。
2008年にシュワルツァーはフラムFCに移籍するが、この年は後輩のロス・ターンブルにポジションを譲った。2009年にターンブルがチェルシーFCに移籍後は念願叶って正GKの座を射止めた。
2010年8月18日にペペ・レイナの控えとしてリヴァプールFCへ移籍。しかし、出場機会に恵まれず。2011年3月24日にダービー・カウンティFCにレンタル。
2012年4月10日のブラックバーン・ローヴァーズFC戦で、出場停止中だったレイナの代わりに出場していたドニの退場によって移籍後初めてのリーグ戦出場を果たすと、ミドルズブラ時代の同僚であったヤクブ・アイェグベニのPKを止めるなど活躍を見せた。
2015年6月10日、リヴァプールと契約満了することを発表した。2015年8月17日にリーグ1所属のブラッドフォード・シティAFCと1年契約で移籍するも、9月以降出場がなく10月をもって退団。2016年1月5日、シーズン終了までの契約でエールディヴィジ所属のNECナイメヘンに入団。NECナイメヘンでは正GKとして活躍をするも契約は延長せず、シーズン終了後退団。

#### フェイエノールト
多くの関心とオファーが集まっていたが、ケネト・フェルメールの長期離脱で代役を探していたフェイエノールトからのオファーが届いたことで2016年7月8日に1年契約で移籍した。プレシーズンにペル・ハンソンとのポジション争いに勝利すると、エールディヴィジ第1節から不動のスタメンになった。ゴール前での落ち着きが高く評価され、第6節のPSVとのアウエーゲームでは2回の決定的セーブで0-1勝利に貢献し、アルメーヘン・ダッハブラッドで週間最優秀選手に選ばれた。リーグ戦では17試合でクリーンシートを達成、安定した良いプレーで18年ぶりのリーグ優勝に貢献した。

#### アル・ナスル
2018年8月1日、サウジ・プロフェッショナルリーグのアル・ナスルに2年契約で移籍した。

#### パース・グローリー
2021年8月5日、パース・グローリーFCに2年契約で移籍した。
2023年5月24日、現役引退を表明した。

### 代表
オーストラリアU-20代表としてプレーしたこともある。2007年6月2日のウルグアイ戦でA代表デビューを果たすも、致命的なミスを犯し、チームも1-2で敗れるなどほろ苦いデビュー戦となるも、そこから確かな成長を遂げ、2010 FIFAワールドカップのエントリーメンバーにも選出された。直前の2010年5月24日のニュージーランド戦の後半から出場し、見事無失点で乗り切って勝利に貢献するも、息子が白血病と診断されて看病のためにオーストラリアへ帰国。ワールドカップ出場を断念せざるを得なかった。2018 FIFAワールドカップではメンバー入りを果たしたが、出場機会はなかった。

## 人物
白血病と診断された長男は闘病生活の末、2011年11月18日に6歳で死去した。
2012年4月、次男が誕生した。

## 個人成績
| シーズン | クラブ                              | リーグ             | リーグ | リーグ | カップ | カップ | リーグカップ | リーグカップ | 国際大会 | 国際大会 | その他 | その他 | 合計 | 合計 |
| シーズン | クラブ                              | リーグ             | 出場   | 得点   | 出場   | 得点   | 出場         | 得点         | 出場     | 得点     | 出場   | 得点   | 出場 | 得点 |
| -------- | ----------------------------------- | ------------------ | ------ | ------ | ------ | ------ | ------------ | ------------ | -------- | -------- | ------ | ------ | ---- | ---- |
| 2002-03  | ミドルズブラ                        | プレミアリーグ     | 0      | 0      | 0      | 0      | 0            | 0            | 0        | 0        | 0      | 0      | 0    | 0    |
| 2002-03  | ストックポート・カウンティ (loan)   | ディビジョン2      | 1      | 0      | 0      | 0      | 0            | 0            | –        | –        | 0      | 0      | 1    | 0    |
| 2003-04  | ブラックプール (loan)               | ディビジョン2      | 5      | 0      | 0      | 0      | 0            | 0            | –        | –        | 2      | 0      | 7    | 0    |
| 2003-04  | ミドルズブラ                        | プレミアリーグ     | 1      | 0      | 1      | 0      | 0            | 0            | 0        | 0        | 0      | 0      | 2    | 0    |
| 2004-05  | ブラックプール (loan)               | リーグ1            | 12     | 0      | 0      | 0      | 0            | 0            | –        | –        | 0      | 0      | 12   | 0    |
| 2004-05  | ミドルズブラ                        | プレミアリーグ     | 5      | 0      | 0      | 0      | 0            | 0            | 0        | 0        | 0      | 0      | 5    | 0    |
| 2005-06  | ミドルズブラ                        | プレミアリーグ     | 9      | 0      | 3      | 0      | 0            | 0            | 4        | 0        | 0      | 0      | 16   | 0    |
| 2006-07  | シェフィールド・ウェンズデイ (loan) | チャンピオンシップ | 15     | 0      | 0      | 0      | 0            | 0            | –        | –        | 0      | 0      | 15   | 0    |
| 2006-07  | ミドルズブラ                        | プレミアリーグ     | 2      | 0      | 1      | 0      | 0            | 0            | –        | –        | 0      | 0      | 3    | 0    |
| 2007-08  | ミドルズブラ                        | プレミアリーグ     | 1      | 0      | 0      | 0      | 2            | 0            | –        | –        | 0      | 0      | 3    | 0    |
| 2008-09  | ミドルズブラ                        | プレミアリーグ     | 16     | 0      | 5      | 0      | 1            | 0            | –        | –        | 0      | 0      | 22   | 0    |
| 2009-10  | ミドルズブラ                        | チャンピオンシップ | 23     | 0      | 0      | 0      | 0            | 0            | –        | –        | 0      | 0      | 23   | 0    |
| 2010-11  | リヴァプール                        | プレミアリーグ     | 0      | 0      | 0      | 0      | 1            | 0            | 1        | 0        | 0      | 0      | 2    | 0    |
| 2010-11  | ダービー・カウンティ (loan)         | チャンピオンシップ | 7      | 0      | 0      | 0      | 0            | 0            | –        | –        | 0      | 0      | 7    | 0    |
| 2011-12  | リヴァプール                        | プレミアリーグ     | 1      | 0      | 1      | 0      | 0            | 0            | 0        | 0        | 0      | 0      | 2    | 0    |
| 2012-13  | リヴァプール                        | プレミアリーグ     | 7      | 0      | 2      | 0      | 2            | 0            | 4        | 0        | 0      | 0      | 15   | 0    |
| 2013-14  | リヴァプール                        | プレミアリーグ     | 0      | 0      | 3      | 0      | 0            | 0            | 0        | 0        | 0      | 0      | 3    | 0    |
| 2014-15  | リヴァプール                        | プレミアリーグ     | 3      | 0      | 0      | 0      | 2            | 0            | 0        | 0        | 0      | 0      | 5    | 0    |
| 2015-16  | ブラッドフォード・シティ            | リーグ1            | 3      | 0      | 0      | 0      | 0            | 0            | 0        | 0        | 0      | 0      | 3    | 0    |
| 2015-16  | NEC                                 | エールディヴィジ   | 17     | 0      | 0      | 0      | 0            | 0            | 0        | 0        | 0      | 0      | 17   | 0    |

## 代表歴

### 出場大会
- オーストラリア代表
  - 2018 FIFAワールドカップ

### 試合数
- 国際Aマッチ 6試合 0得点（2007年-2018年）[8]

| オーストラリア代表 | 国際Aマッチ | 国際Aマッチ |
| 年                 | 出場        | 得点        |
| ------------------ | ----------- | ----------- |
| 2007               | 1           | 0           |
| 2008               | 0           | 0           |
| 2009               | 0           | 0           |
| 2010               | 1           | 0           |
| 2011               | 1           | 0           |
| 2012               | 0           | 0           |
| 2013               | 0           | 0           |
| 2014               | 1           | 0           |
| 2015               | 0           | 0           |
| 2016               | 0           | 0           |
| 2017               | 0           | 0           |
| 2018               | 2           | 0           |
| 通算               | 6           | 0           |

## タイトル

### クラブ
ブラックプールFC
- フットボールリーグトロフィー：1回 (2003-04)

フェイエノールト
- エールディヴィジ : 2016-17
- ヨハン・クライフ・スハール : 2017
- KNVBベーカー : 2017-18

アル・ナスル
- サウジ・プロフェッショナルリーグ : 2018-19
- サウジ・スーパーカップ : 2019, 2020